# Euglypta grimaulti
Euglypta grimaulti är en skalbaggsart som beskrevs av Arnaud 1996. Euglypta grimaulti ingår i släktet Euglypta och familjen Cetoniidae. Inga underarter finns listade i Catalogue of Life.